# Liste der Naturdenkmale in Tiefenbronn
| Naturdenkmale | Anzahl |
| ------------- | ------ |
| FND           | 2      |
| END           | 1      |
| Gesamt        | 3      |

Die Liste der Naturdenkmale in Tiefenbronn nennt die verordneten Naturdenkmale (ND) der im baden-württembergischen Enzkreis liegenden Gemeinde Tiefenbronn. In Tiefenbronn gibt es insgesamt drei als Naturdenkmal geschützte Objekte, davon zwei flächenhafte Naturdenkmale (FND) und ein Einzelgebilde-Naturdenkmal (END).
Stand: 1. November 2016.

## Flächenhafte Naturdenkmale (FND)
| Name                       | Bild | Kennung     | Einzelheiten | Position | Fläche Hektar | Datum         |
| -------------------------- | ---- | ----------- | ------------ | -------- | ------------- | ------------- |
| Lehninger Trollblumenwiese |      | 82360620002 | Tiefenbronn  | ⊙        | 0,5           | 15. Apr. 1998 |
| Tiefenbronner Oberer Grund |      | 82360620001 | Tiefenbronn  | ⊙        | 0,3           | 24. Aug. 1981 |
| Legende für Naturdenkmal   |      |             |              |          |               |               |

## Einzelgebilde (END)
| Name                     | Bild | Kennung     | Einzelheiten | Position | Fläche Hektar | Datum         |
| ------------------------ | ---- | ----------- | ------------ | -------- | ------------- | ------------- |
| Mühlhäuser Kastanienbaum |      | 82360620001 | Tiefenbronn  | ⊙        | 0,0           | 14. Nov. 1985 |
| Legende für Naturdenkmal |      |             |              |          |               |               |